# Haidi Streletz
Haidi Streletz (født Hermann) (24. september 1931 – 16. juni 2010) var en tysk tandlæge, maler og politiker i SPD.
I perioden 1968-1985 var Streletz medlem af rådet for Heusenstamm, og fra 1972 til 1976 medlem af kommunalbestyrelsen i Landkreis Offenbach. I 1974 blev hun medlem af Hessens landdag. 
I 1983 blev hun udvalgt som fungerende formand i udvalget for kvinders rettigheder, samt talsmand for bioteknologi og genteknologi i partiet SPD. Hun blev pensioneret i 1995, og døde i 2010.